# Charles Simic
Charles Simic, ursprungligen Dušan Simić, född 9 maj 1938 i Belgrad i Kungariket Jugoslavien, död 9 januari 2023 i Dover, New Hampshire i USA, var en serbisk-amerikansk poet. År 1990 tilldelades han Pulitzerpriset för poesi för The World Doesn't End.